# Arara-azul-pequena
A arara-azul-pequena ou arara-celeste (nome científico: Anodorhynchus glaucus) é uma espécie de arara da família Psittacidae. Era encontrada nas bacias dos rios Paraná, Uruguai e Paraguai, no noroeste da Argentina, sul do Paraguai, leste da Bolívia, nordeste do Uruguai e na região sul do Brasil. Também é conhecida pelos nomes vernáculos de arara-azul-claro, arara-celeste, arara-preta, araraúna e araúna.
Está oficialmente extinta no Brasil por não ser avistada na natureza há mais de 80 anos e não existirem exemplares em cativeiro. A IUCN justifica a manutenção da espécie como criticamente ameaçada com base em indícios não confirmados da existência de alguns indivíduos sobreviventes.

## Taxonomia
Louis Jean Pierre Vieillot descreveu em 1816 uma nova espécie de arara com o nome de Macrocercus glauca baseada nos relatos de Félix de Azara sobre um "guacamayo azul" encontrado por ele no sul da América do Sul. Em 1825, Vieillot mudou de opinião e considerou a nova espécie como sinônimo da Macrocercus hyacinthinus. Johann Georg Wagler em 1832 conservou a espécie como um táxon distinto, recombinando-a para Sittace glauca. Charles Lucien Bonaparte em 1856 recombinou a espécie para Anodorhynchus glaucus. E em 1857, juntamente com Charles de Souancé e Émile Blanchard, enfatizam os caracteres diagnósticos da Anodorhynchus glaucus como uma espécie distinta.

## Descrição

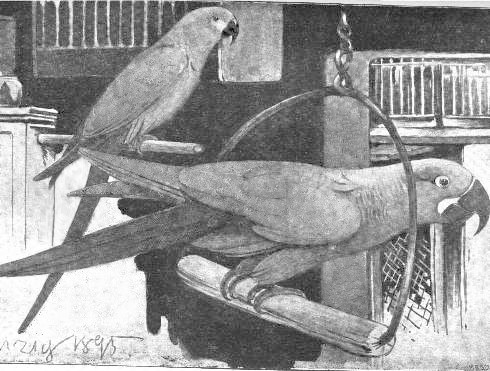
Ilustração de uma arara-azul-pequena com uma ararinha-azul em Hamburgo, 1895

A arara-azul-pequena é a menor representante do gênero Anodorhynchus, com 69 centímetros de comprimento. A plumagem tinha uma coloração azul pálida e esverdeada, a cabeça era grande, de plumagem acinzentada, com um bico grande e uma cauda muito longa. A área nua na base da mandíbula possuía formato quase triangular e de tom amarelo-pálido. O anel perioftálmico era amarelo, mais pálido do que na região em torno da mandíbula, e o tarsometatarso era cinza escuro.
Um estudo publicado em 2007, que comparou o esqueleto da arara-azul-pequena e a arara-azul-de-lear, concluiu que não existe ou não vou foi possível evidenciar diferenças osteológicas entre as duas espécies. Este achado sugere que ambas podem ser raças geográficas ou subespécies de uma única espécie.

## Distribuição geográfica ehabitat

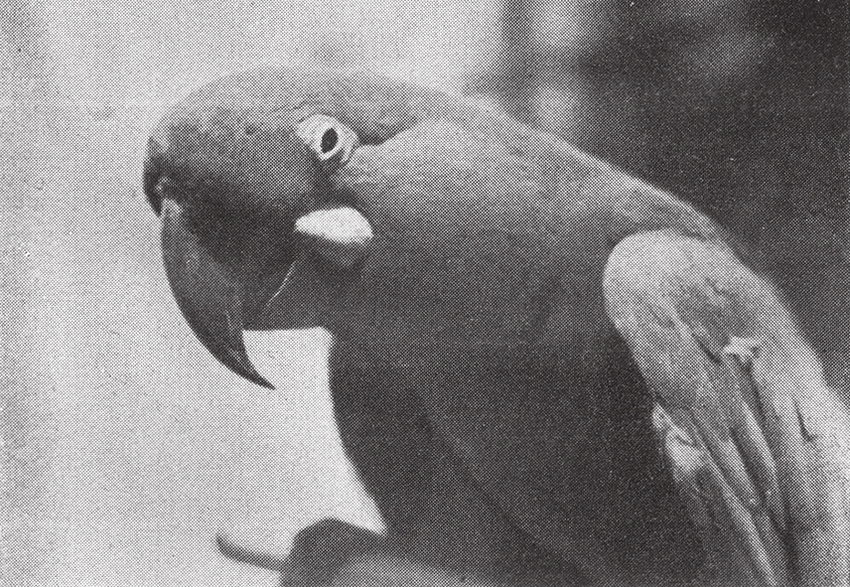
Espécime fotografado no Zoológico de Buenos Aires, 1936.

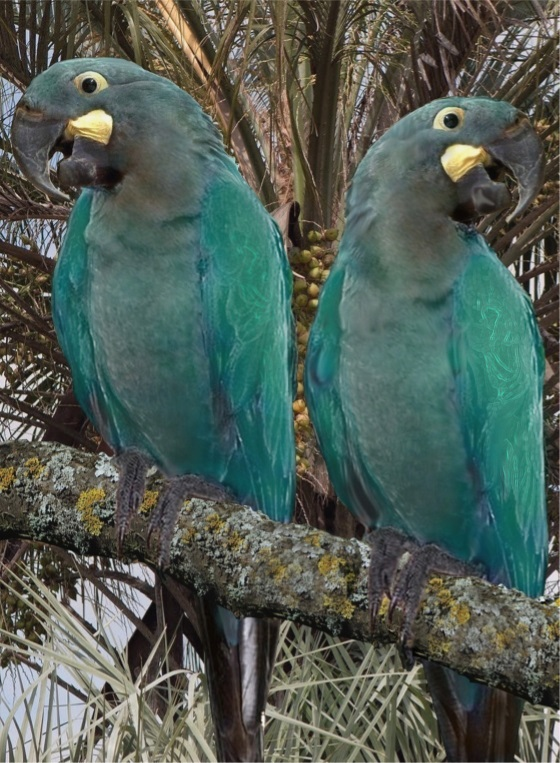
Recriação digital de Anodorhynchus glaucus com base em fotografias de espécimes de museu. Ao fundo a palmeira butiá, provável componente da sua dieta.

A espécie encontrava-se historicamente distribuída pelo norte da  Argentina, sul do Paraguai, leste da Bolívia, nordeste do Uruguai e sul do Brasil, ao sul do estado do Paraná. Ela era endêmica dos cursos médios dos rios Uruguai, Paraná e Paraguai e áreas adjacentes. Os relatos feitos pelos exploradores no século XVIII e XIX indicam que a espécie habitava savanas arborizadas entremeadas com matas e palmares, como as palmeiras de butiá-jataí (Butia yatai), especialmente ao longo de rios com barrancos escarpados. Os registros da arara-azul-pequena ao longo de rios sugerem fortemente que a ave dependia de ambientes ribeirinhos. É possível que tais registros reflitam mais a dependência do transporte fluvial por parte dos viajantes do que do ambiente real da arara, mas é razoável que a espécie se distanciava dos rios para as "savanas com poucos bosques", como outras espécies de Anodorhynchus.
Há poucos registros da espécie no Brasil, sendo que apenas dois exemplares taxidermizados muito antigos coletados no Brasil são conhecidos, mas sem uma designação específica do local. Outros registros provém de relatos feitos em 1767, pelo padre jesuíta José Sánchez Labrador, de aves no banco leste do rio Uruguai, referindo-se tanto do Uruguai como do Rio Grande do Sul. Em 1820, o artista frânces Alexandre Bourjot Saint-Hilaire, em viagem por Santa Catarina, relatou a presença de araras azul-esverdeadas próximo à Laguna. Na passagem de ano de 1823-1824, Friedrich Sellow comunicou que uma arara-azul-pequena tinha nidificado em uma encosta nas proximidades de Caçapava do Sul, no Rio Grande do Sul. O último registro é da década de 1960 no sudoeste do estado do Paraná, quando um morador local afirmou ter visto eventualmente entre os anos de 1961 e 1964 araras azul-esverdeadas nos paredões escarpados do rio Iguaçu.

## Comportamento e ecologia
A importância das palmeiras é sugerida pelo relato (casual e de proveniência desconhecida) publicado por Goeldi em 1894 de que a espécie se alimenta de nozes de tucum e mucujá, o que evidentemente levou Sick a escrever que “vivia em vales com palmeiras (tucum, mucujá)” (esta é evidentemente uma suposição, baseada na arara-azul-grande). De Azara (1802-1805) meramente observou que seu alimento consistia apenas de frutas, sementes e tâmaras, enquanto Silva, ao registrar que a comida da ave não era descrita, disse que se acreditava ser o fruto de Attalea phalerata. Na verdade, d'Orbigny informou a Bourjot Saint-Hilaire (1837-1838) que seu alimento era o caroço de vários tipos de palmeiras. Análises recentes da estrutura do bico e nozes de palmeiras na região, envolvendo comparações com araras-azuis-grandes e araras-azuis-de-lear, que são fortemente dependentes de nozes de palmeira, indicou que, como era de se esperar, a arara-azul-pequena foi adaptada para consumir nozes de palma como alimento básico, a única palma dentro de sua área de ocorrência mostrando o tamanho e tipo de noz apropriados sendo a butiá-jataí (Butia yatai), e esta percepção forneceu a explicação mais clara para a extinção da espécie. O mais interessante é que J. C. Chebez traçou uma referência que afirma que os frutos do butiá-jataí eram de fato o alimento básico da espécie.

## Conservação
A arara-azul-pequena é classificada pela União Internacional para a Conservação da Natureza e dos Recursos Naturais (IUCN) como "criticamente em perigo", apesar do último registro ter sido um relato feito na década de 1960. Pelo Ministério do Meio Ambiente aparece como extinta desde 2003.
A espécie nunca foi muito comum na sua área de distribuição e as populações diminuíram consideravelmente durante a metade século XIX devido a caça e o tráfico ilegal, assim como também pela destruição e degradação do habitat. Durante o século XX dois registros são aceitos, uma observação direta no Uruguai em 1951 e relatos locais no estado do Paraná no início da década de 1960. Embora geralmente considerada extinta, rumores persistentes de avistamentos recentes, relatos locais e rumores de aves comercializadas, na Holanda na década de 1970, no Brasil em meados de 1970 e na Suécia na década de 1980, indicam que a espécie possa ter sobrevivido. A espécie possui poucos registros de cativeiro, sendo que os últimos exemplares morreram no Zoológico de Londres em 1912, no Jardin d'Acclimatation, em Paris, em 1905 ou 1914, e no Zoológico de Buenos Aires em 1936.